# مارتن إكس بي-48
مارتن إكس بي-48 (بالإنجليزية: Martin XB-48)‏ هي قاذفة قنابل بست محركات أنتجت في الولايات المتحدة. من صناعة شركة جلين إل مارتن. كان أول طيران لها في 22 يونيو 1947. صنع منها 2 طائرة.